# Chiesa del Santissimo Redentore (Cernobbio)
La chiesa del Santissimo Redentore è uno dei principali luoghi di culto della città di Cernobbio.

## Storia
La chiesa venne costruita tra il 1908 e il 1912 sotto il controllo di Cesare Formenti e per i dipinti sono di Volonterio. Venne consacrata il 28 giugno 1935 e venne completata nel dopoguerra. Nel 1999 nella zona del presbiterio vennero fatti i restauri.

## La facciata

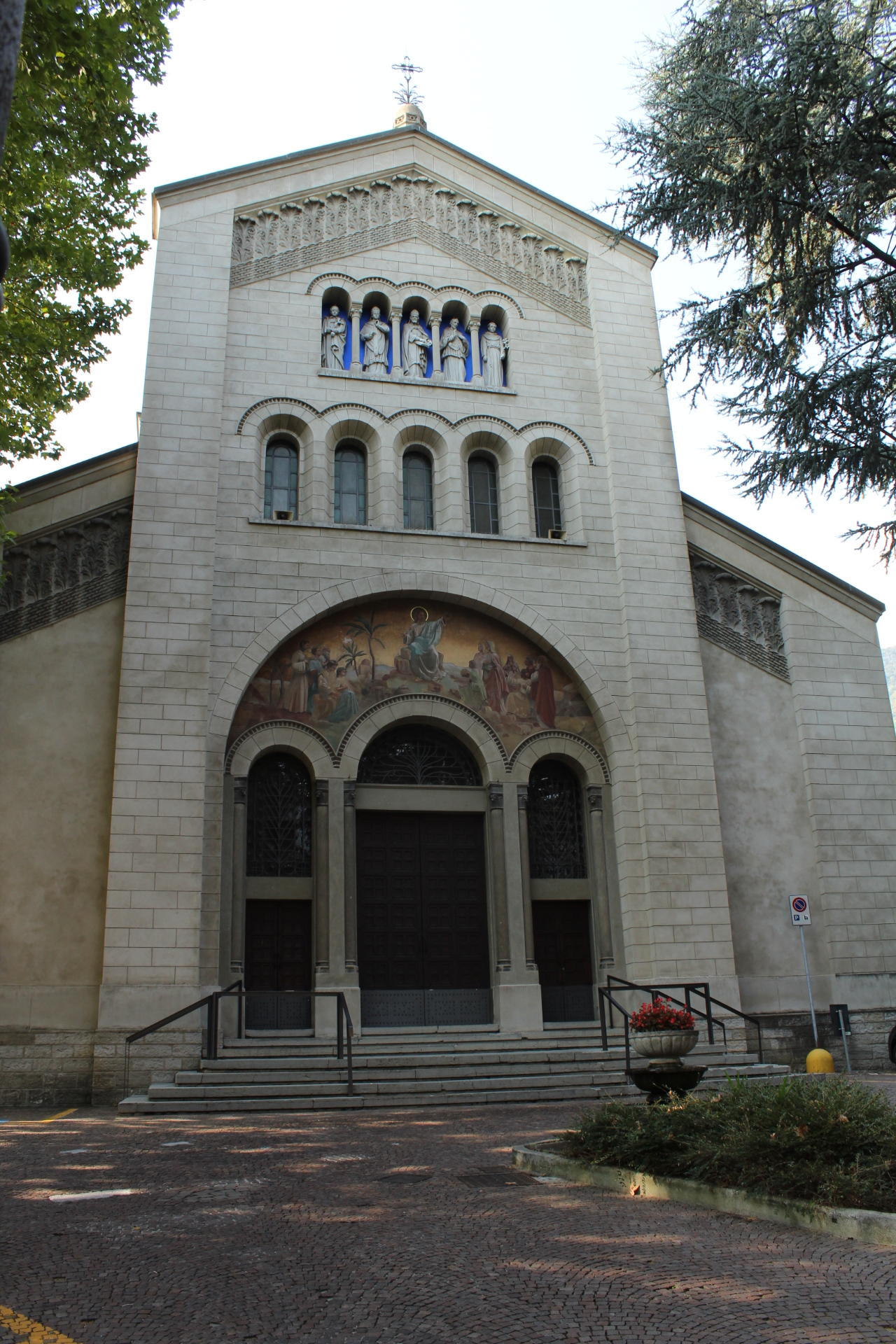
La facciata della chiesa.

Sulla facciata sono presente cinque statue dei santi Stanislao, Ambrogio, Abbondio, Luigi e Antonio posti su una loggia e sopra i portoni è presente un murale in oro.

## L'interno

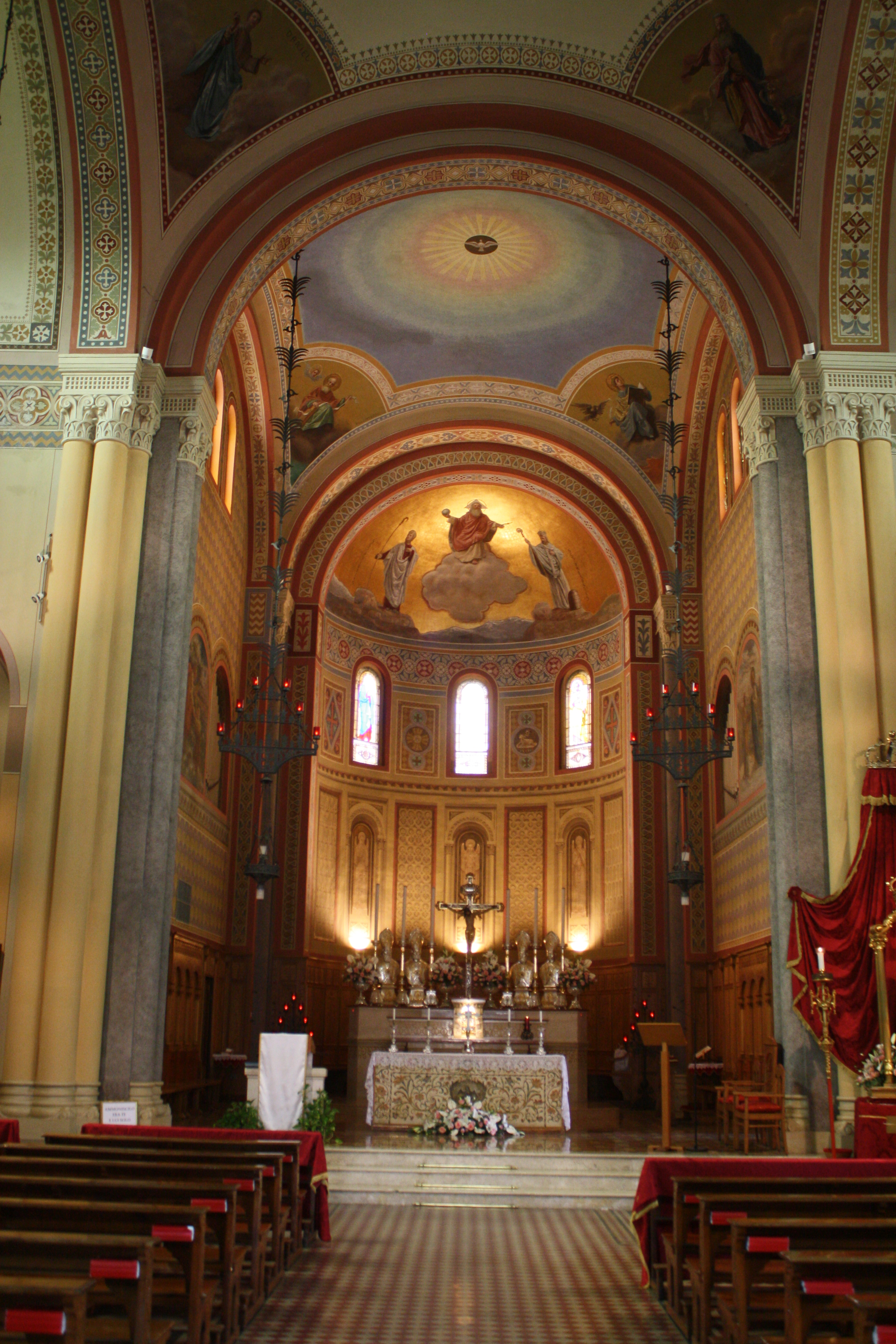
L'interno della chiesa.

All'interno sono presenti tre navate, l'abside e il presbiterio con i dipinti di Volonterio sono rappresentati Dio Padre, Sant’Abbondio, Sant'Ambrogio, lo Spirito Santo con i quattro evangelisti e Pietro.